# Schronisko przy Jeziorach Triglavskich

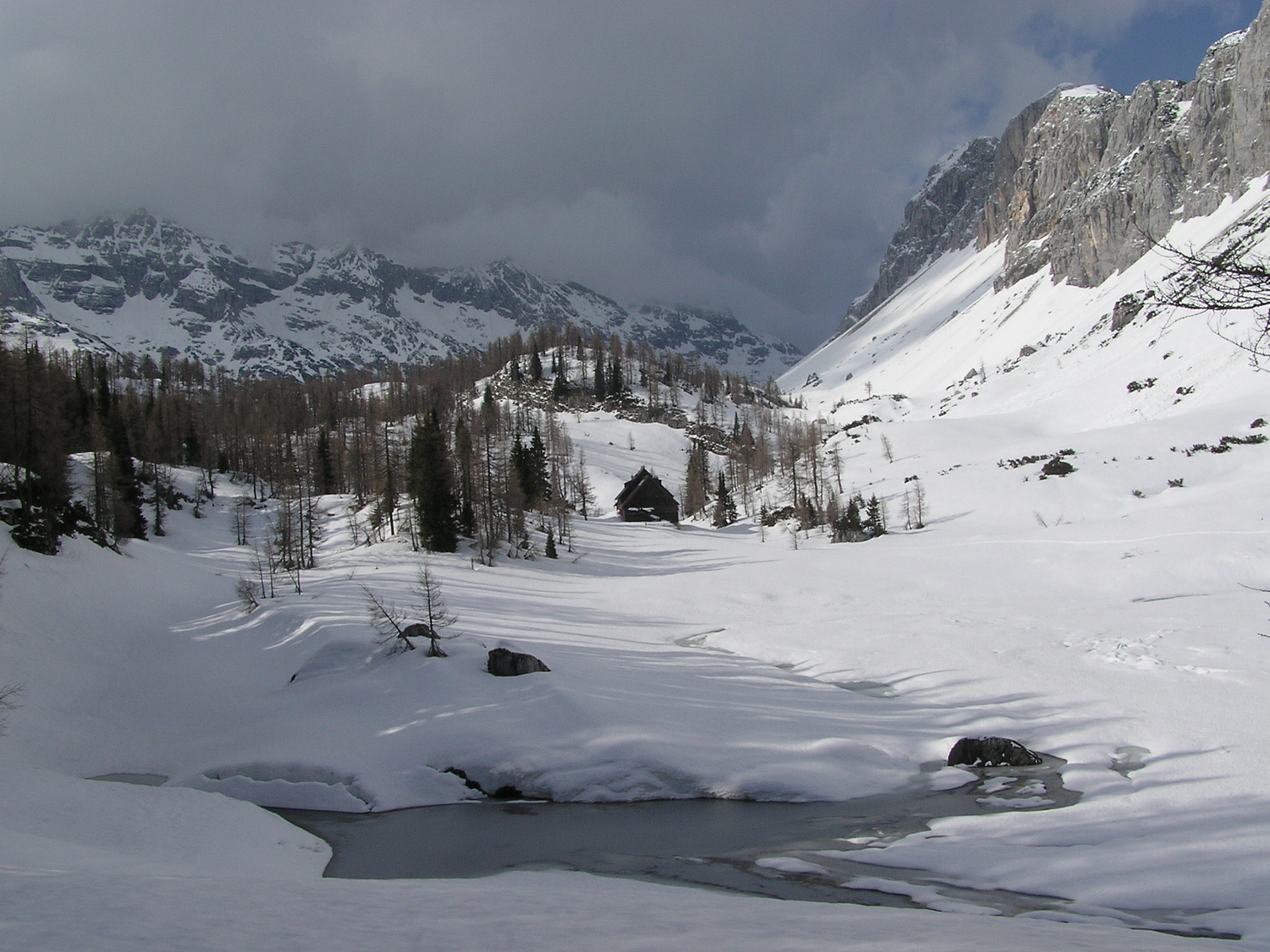
Schronisko przy Jeziorach Triglavskich późną zimą, z przodu pokryte śniegiem Dvojno jezero (Podwójne Jezioro)

Schronisko przy Jeziorach Triglavskich (słoweń. Koča pri Triglavskih jezerih 1685m) – schronisko turystyczne między Dvojnim triglavskim jeziorem i sztucznym jeziorem Močivec pod ścianą Tičaricy w środkowej części Alp Julijskich. Pierwsze schronisko w 1880 wybudował Austriacki Klub Turystyczny (niem. Österreichischer Touristenklub, ÖTK), w 1955 i 1988 schronisko powiększono i unowocześniono. Ma cztery przestrzenie dla gości ze 150 miejscami i barem. Noclegi oferuje w 13 pokojach i w 13 salach zbiorowych ze 170 miejscami. Schronisko ma też izbę zimową z 18 łóżkami. Schroniskiem zarządza PD (Towarzystwo Górskie) Lublana - Matica i jest obsługiwane od końca czerwca do początku października.

## Dostęp
- ze schroniska przy Savicy przez Komarčę (3h)
- ze Starej Fužiny przez Vogar i Dedno polje (6h)
- z Soczy przez Velika Vrata (5-6h)

## Szlaki
- na Malą Tičaricę (2071m) 1h
- na Veliko Špičje (2398m) 2.30h
- na Zelnaricę (2320m) 3-4h